# Антуан Шезі

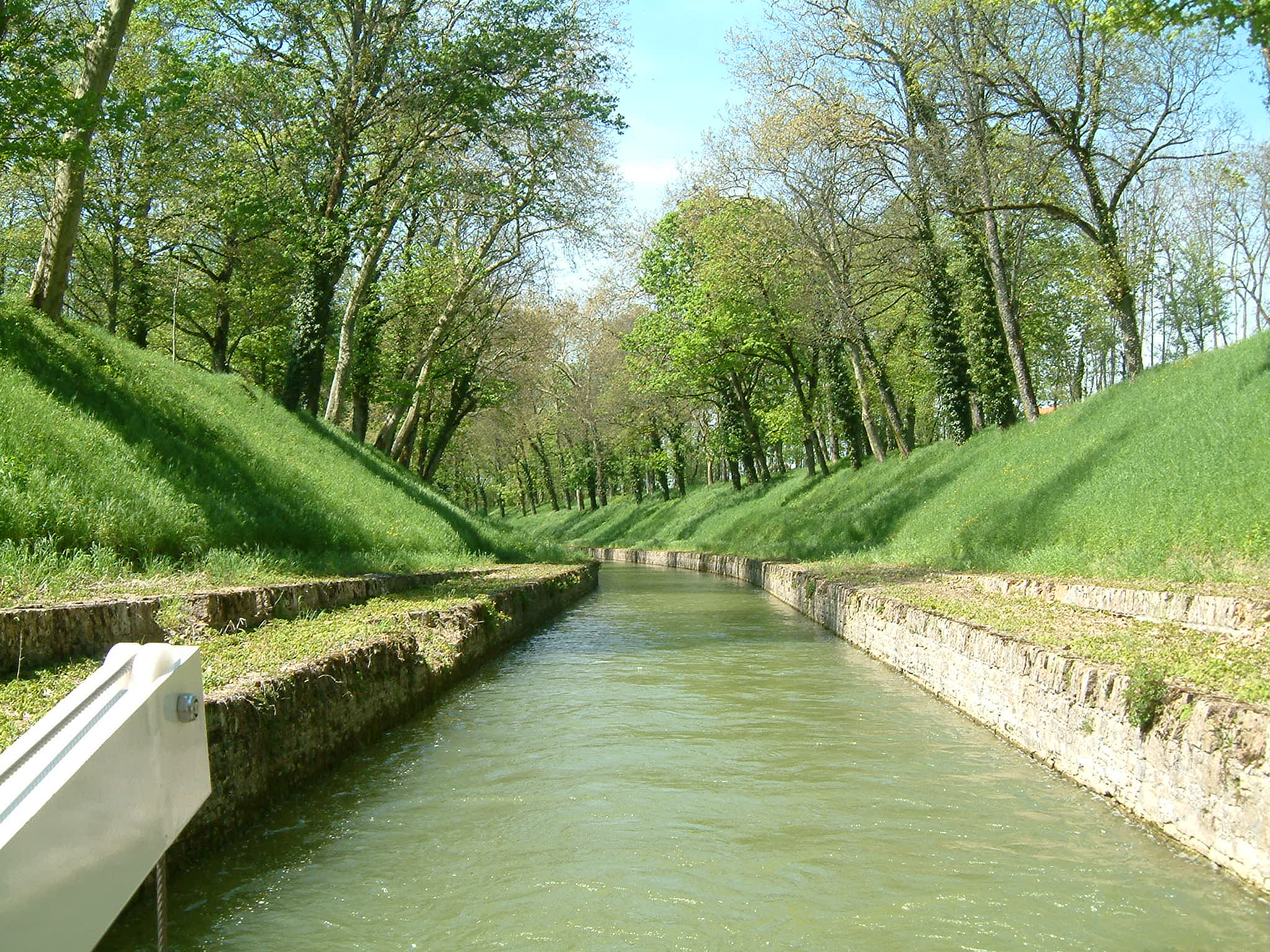
Бургундський канал, у будівництві якого брали участь видатні французькі інженери XVIII століття, серед яких був і А.Шезі

Антуа́н Шезі́ (фр. Antoine de Chézy; нар. 1 вересня 1718 року, Шалон-ан-Шампань — пом. 4 жовтня 1798 року, Париж) — французький математик та інженер-гідравлік; автор формули Шезі.

## Біографічні дані
Закінчив (1752) Школу мостів і доріг у Парижі. Перебуваючи на службі у відомстві шляхів сполучення займався будівництвом мостів і каналів. Помічник інженера (1861), головний інженер мостів і доріг з 1763. Брав активну участь у будівництві Бургундського каналу (фр. Canal de Bourgogne). У 1797 був призначений директором Національної школи мостів і доріг. Також, з 1771 до 1790 — головний інспектор зі спорудження мостів і доріг.

## Заслуги
Тісно співпрацював з інженером-будівельником Жаном-Рудольфом Перроне, з яким склав таблиці для розрахунку товщини арок.
Основні роботи стосуються гідравліки та будівельної механіки. Вивів (1775) формулу, яка демонструє, що середня швидкість води в каналі чи трубі дорівнює кореню квадратному з добутку гідравлічного радіуса та гідравлічного ухилу, помноженому на коефіцієнт пропорційності (параметр Шезі), поданий ним спочатку як константа.
З іменем Шезі пов'язане винайдення нівеліра із зоровою трубою та рівнем (з повітряною бульбашкою), а також екліметра з діоптрами та рівнем.